# Need for Speed: Carbon
Need for Speed: Carbon è un videogioco di guida sviluppato e distribuito da Electronic Arts. Il titolo è basato sull'utilizzo di auto da strada, esteticamente modificate e potenziate. Il gioco fa parte della serie Need for Speed ed è il seguito di Need for Speed: Most Wanted. Appositamente per la PSP e Nintendo DS ne è stata creata una versione intitolata Need for Speed Carbon: Own the City.

## Trama
Il gioco incomincia mostrando il protagonista di Most Wanted mentre, a bordo della sua BMW M3 GTR appena riconquistata da Razor, guida in un canyon diretto verso Palmont City. Un flashback spiega il motivo per cui dovette abbandonare la città e rifugiarsi a Rockport City: al termine di una gara contro tre importanti piloti locali la polizia effettuò un'improvvisa retata, catturando molti piloti che stavano osservando la gara. Il protagonista riuscì a fuggire grazie ad un boss locale, Darius, che gli diede la sua Toyota Supra per fuggire. Terminato il flashback, l'ex sergente della polizia ed ora cacciatore di taglie Cross, nemico del protagonista già in Most Wanted; lo insegue nel canyon. L'inseguimento termina con la distruzione della M3 GTR del giocatore da parte di un camion. Cross sta per arrestarlo, ma interviene in suo aiuto Darius, che pagando il poliziotto lo convince a lasciar andare il giocatore. Darius propone al protagonista di lavorare per lui ed incarica la sua fidanzata, Nikki, di introdurlo nel mondo delle corse clandestine di Palmont City.
Guidando una delle tre macchine tra le quali Darius gli ha permesso di scegliere, il giocatore si reca alla base della sua nuova squadra, dove conosce i suoi primi compagni, Neville (stopper) e, poco più in là, Sal (scout). Comincia quindi a gareggiare contro le altre bande per conquistare i distretti di Fortuna, Kempton e Downtown, controllati da Wolf, Angie e Kenji, ovvero i tre piloti che aveva affrontato la sera della sua entrata a Rockport City. Conquistando uno dei tre distretti, il padrone di esso sfida il giocatore in una doppia gara prima in città e poi nel canyon, vincendo la quale il protagonista si impadronisce definitivamente del distretto, ottenendo inoltre la possibilità di vincere l'auto del boss sconfitto. Inoltre un ex membro della squadra dell'ex padrone del distretto, rispettivamente Colin (apripista), Samson (stopper) e Yumi (scout), decide di entrare nella squadra del protagonista, riferendogli inoltre alcune sue riflessioni circa la gara che causò la precipitosa fuga da Palmont del protagonista.
Ottenuto il controllo dei tre distretti, Darius invita il giocatore per un colloquio. All'incontro Darius si presenta accompagnato da Cross. Darius dichiara al giocatore di essersi servito di lui per avere più controllo sulla città: quando lo aiutò a sfuggire alla polizia in realtà aveva corrotto alcuni poliziotti affinché lo lasciassero scappare. Una volta tornato in città e sconfitti i tre boss, lo avrebbe fatto arrestare in quanto coinvolto in quella corsa, divenendo l'unico padrone di Palmont City. Nikki interviene salvando il giocatore da Cross, spiegandogli di aver capito i piani di Darius, e si unisce alla sua squadra per ripagarlo del torto subito.
Il giocatore deve quindi conquistare anche l'ultimo distretto della città, Silverton, in mano a Darius, che nel frattempo ha ingaggiato nella sua banda anche Wolf, Angie e Kenji, desiderosi di rivincita nei confronti del giocatore. Dopo avere ottenuto il controllo sul distretto, il giocatore sfida i tre ex boss tutti insieme prima nel canyon e poi in città prima di accedere alla sfida finale contro Darius. Battutolo in città e nel canyon, il giocatore diventa padrone di tutta Palmont City, mentre Darius gli cede la sua Audi Le Mans Quattro Concept ed abbandona la città.

### Need for Speed Carbon: Own the City
Nella versione per PSP, Nintendo DS e Game Boy Advance la modalità Carriera presenta una trama notevolmente differente: il giocatore gareggia contro le altre bande cittadine al fine di scoprire quello che causò l'incidente di gara che aveva portato alla morte il fratello Mick ed alla perdita della memoria del giocatore. Alla fine del gioco si scopre che il mandante dell'omicidio è il protagonista stesso, preoccupato dal comportamento violento e prevaricatore di Mick nei confronti di lui e della fidanzata Sara.

## Caratteristiche
Rispetto ai precedenti giochi della serie, Need for Speed Carbon introduce un nuovo modo di gareggiare: il giocatore infatti non corre da solo, ma si trova al comando di una squadra di piloti dai quali può farsi aiutare per vincere la corsa. Un solo compagno o "gregario" alla volta può essere utilizzato in gara. A seconda della loro abilità i gregari si dividono in tre categorie: gli "apripista", seguendo la scia dei quali si può guadagnare velocità per brevi tratti, gli "stopper", che cercano di mandare fuori strada gli avversari tamponandoli, e gli "scout", che guidano il giocatore in scorciatoie e percorsi alternativi.
Per quanto riguarda le tipologie di gara, rispetto a Most Wanted scompaiono le gare di tipo "sparo" (percorso corto, cambio manuale e veicoli civili da evitare) ed "eliminazione" (l'ultimo a tagliare il traguardo alla fine di ogni giro viene eliminato), mentre ritornano le gare "drift", in cui si guadagnano punti eseguendo derapate con l'auto. Oltre che in città è possibile gareggiare anche nei canyon attorno a Palmont City (il gioco stesso prende il nome da uno di essi, il Carbon Canyon) in gare sprint, drift o nella nuova modalità "inseguimento nel canyon", nella quale i due concorrenti si inseguono a turno e quello che ottiene il maggior numero di punti seguendo da vicino l'avversario vince. Può inoltre capitare, esplorando la città, di essere casualmente sfidati dalle bande rivali: il giocatore può decidere se accettare o rifiutare la sfida e il percorso della stessa.
Altra novità inedita è una netta divisione tra le auto presenti nel gioco. Esse sono infatti divise in tre gruppi: le "Muscle", le migliori nell'accelerazione ma poco manovrabili, le "Modificate", le più guidabili in curva ma con poca accelerazione e le "Importate", dalla velocità massima più elevata ma dal costo alto. Ciascuno dei tre gruppi è a sua volta diviso in tre livelli, a seconda della potenza delle auto. Un'auto può gareggiare solo contro auto del suo stesso livello e può montare solo elaborazioni riservate al suo livello. All'inizio della modalità Carriera si può scegliere fra tre auto, una per tipo (la Mazda RX-8 per le modificate, la Chevrolet Camaro SS per le muscle e la Alfa Romeo Brera per le importate). La scelta condizionerà poi alcuni particolari della modalità Carriera, come ad esempio l'ordine di conquista dei distretti della città. La propria auto, ed anche quelle dei propri compagni di squadra, può essere modificata direttamente nella propria base, facendo ricorso, oltre che ai kit di personalizzazione predefiniti, anche al nuovo sistema denominato "Autosculpt", con il quale il giocatore può creare un proprio kit partendo da un modello preimpostato.
È nuovamente presente la serie sfide, composta da eventi divisi in Bronzo, Argento ed Oro; completando una sfida Oro si sblocca una ricompensa. Un altro modo per sbloccare nuovi elementi è rappresentato dalle "card premio", missioni da compiere all'interno della modalità Carriera; completandone un gruppo di quattro si ottiene una ricompensa, che può essere un'aerografia, un pezzo d'estetica o una nuova auto, come la BMW M3 GTR o le volanti della polizia.
Inoltre ci sono differenze tra le versioni per le console di sesta e settima generazione. Per le console di sesta generazione si può notare la mancanza dei modelli dei personaggi, l'assenza del traffico in gara e la sua riduzione, insieme a quella della polizia, nelle strade, la presenza di soli 4 piloti nelle gare, l'assenza del multiplayer online e carenze nella qualità grafica. Per tutte le console di settima (tranne il Wii che ha una versione old gen) si nota una maggiore resa dei dettagli e di effetti grafici, presenza maggiore di auto cittadine, cutscene con i modelli dei personaggi e una certa possibilità di comunicare con loro, presenza di maggiori piloti (che possono arrivare ad un massimo di 20), nuovi tipi di gare e multiplayer online.

## Ambientazione
Il gioco è ambientato nell'immaginaria città di Palmont, ispirata, come da consuetudine della serie, a varie città statunitensi. Si presenta divisa in quattro distretti, a loro volta divisi in parti più piccole, ciascuna con tre circuiti:
- Fortuna: È una zona prevalentemente residenziale, dotata inoltre di un ospedale, di un'università e del tribunale cittadino. È controllata dai TFK, la banda di Wolf.
- Kempton: In questo distretto si trovano il porto cittadino, il lungomare e una zona industriale. La banda che controlla la zona è i 21st Street di Angie.
- Downtown: La parte più antica della città, comprendente un museo, una parte abitata e Chinatown. Qui si trovano i Bushido, guidati da Kenji.
- Silverton: La zona più esclusiva di Palmont, ricca di casinò, ville e con una fabbrica nell'estremità nord. È la parte della città originariamente controllata da Darius e dalla sua squadra, gli Stacked Deck. Sarà l'ultimo distretto ad essere conquistato dal giocatore.

Oltre alle quattro bande principali ci sono altre squadre più piccole, che all'inizio del gioco controllano qualche territorio che però perdono rapidamente in favore delle bande più grandi. Di tanto in tanto possono sfidare il giocatore per impossessarsi di un suo territorio.
Fuori dalla città il giocatore può trovarsi a gareggiare anche nel piccolo quartiere residenziale di San Juan, una sorta di "zona franca" nella quale prendere dimestichezza con i comandi del gioco disponibile unicamente all'inizio della modalità Carriera e poi in modalità Gara Veloce e, come già accennato, nei canyon che circondano Palmont City (West Canyon, East Canyon e Carbon Canyon).

## Parco Auto
- Alfa Romeo Brera
- Aston Martin DB9
- Audi Le Mans Quattro Concept
- BMW M3 GTR
- Chevrolet Camaro SS
- Chevrolet Camaro Concept 2006
- Chevrolet Chevelle SS
- Chevrolet Corvette Z06
- Chrysler 300C SRT8
- Koenigsegg CCX (disponibile nella versione Collector's Edition)
- Dodge Challenger Concept
- Dodge Challenger R/T (disponibile nella versione del gioco Collector's Edition)
- Dodge Charger R/T
- Dodge Charger SRT8
- Dodge Viper SRT-10
- Ford GT
- Ford Mustang GT
- Ford Shelby GT500 1967
- Ford Shelby GT500 2007
- Jaguar XK (disponibile nella versione Collector's Edition)
- Koenigsegg CCX
- Lamborghini Gallardo
- Lamborghini Murciélago
- Lamborghini Murciélago LP 640
- Lexus IS 300
- Lotus Elise
- Lotus Europa S
- Mazda 3 MPS
- Mazda RX-7
- Mazda RX-8
- Mercedes-Benz SLR McLaren
- Mercedes CLK500
- Mercedes SL65 AMG
- Mitsubishi Eclipse GSX
- Mitsubishi Eclipse GT
- Mitsubishi Lancer Evo IX MR
- Nissan 240SX (disponibile nella versione Collector's Edition)
- Nissan 350Z
- Nissan Skyline GT-R R34
- Plymouth Hemi 'Cuda
- Plymouth Road Runner (disponibile nella versione del gioco Collector's Edition)
- Porsche Carrera GT
- Porsche Cayman S
- Porsche 911 GT3RS
- Porsche 911 Turbo (disponibile come DLC a pagamento)
- Renault Clio V6
- Subaru Impreza WRX STi
- Toyota Supra
- Vauxhall Monaro VXR
- Volkswagen Golf R32
- Pagani Zonda F (disponibile come DLC a pagamento)

## Cast
- Nikki: Emmanuelle Vaugier
- Darius: Tahmoh Penikett
- Cross: Dean McKenzie
- Neville: Chris Gauthier
- Sal: Elias Toufexis
- Samson: Noah Danby
- Colin: Steve Lawlor
- Yumi: Melody
- Angie: Danielle Kremeniuk
- Wolf: Shaw Madson
- Kenji: Ken Kirby

## Colonna sonora[1]
1. Ekstrak - Hard Drivers
2. Ekstrak feat. Know 1 - Hard Drivers
3. Pharrell - Show You How To Hustle
4. Part 2 feat. Fallacy - One of Dem Days (Remix)
5. Spank Rock - What It Look Like
6. Tigarah - Girl Fight (Mr D Hyphy Remix)
7. Sway - Hype Boys
8. Roots Manuva - No Love
9. Lady Sovereign - Love Me Or Hate Me
10. Grandmaster Flash and the Furious Five - Scorpio
11. Dynamite MC - After Party
12. Dynamite MC - Bounce
13. Eagles of Death Metal - Don't Speak (I Came to Make a Bang)
14. Priestess - I Am The Night, Colour Me Black
15. Wolfmother - Joker and The Thief
16. Valient Thorr - Heatseeker
17. The Vacation - I'm No Good
18. The Bronx - Around The Horn
19. Metro Riots - Thee Small Faces
20. Every Move a Picture - Signs of Life
21. Kyuss - Hurricane
22. Ladytron - Sugar (Jagz Kooner Remix)
23. Yonderboi - People Always Talk About The Weather (Junkie XL Remix)
24. Ladytron - Fighting in Built Up Areas
25. Gary Numan - Are 'Friends' Electric?
26. Goldfrapp - Ride A White Horse (Serge Santiago Remix)
27. Tomas Andersson - Washing Up (Tiga Remix)
28. The Presets - Steamworks
29. Tiga - Good As Gold
30. Vitalic - My Friend Dario
31. Melody - Feel The Rush (Junkie XL Remix)
32. Legowelt - Disco Rout

## Curiosità
Anche se Cross non è più un poliziotto, si può essere inseguiti da lui a priorità 5, come in Most Wanted.